# Patrick Dewayne

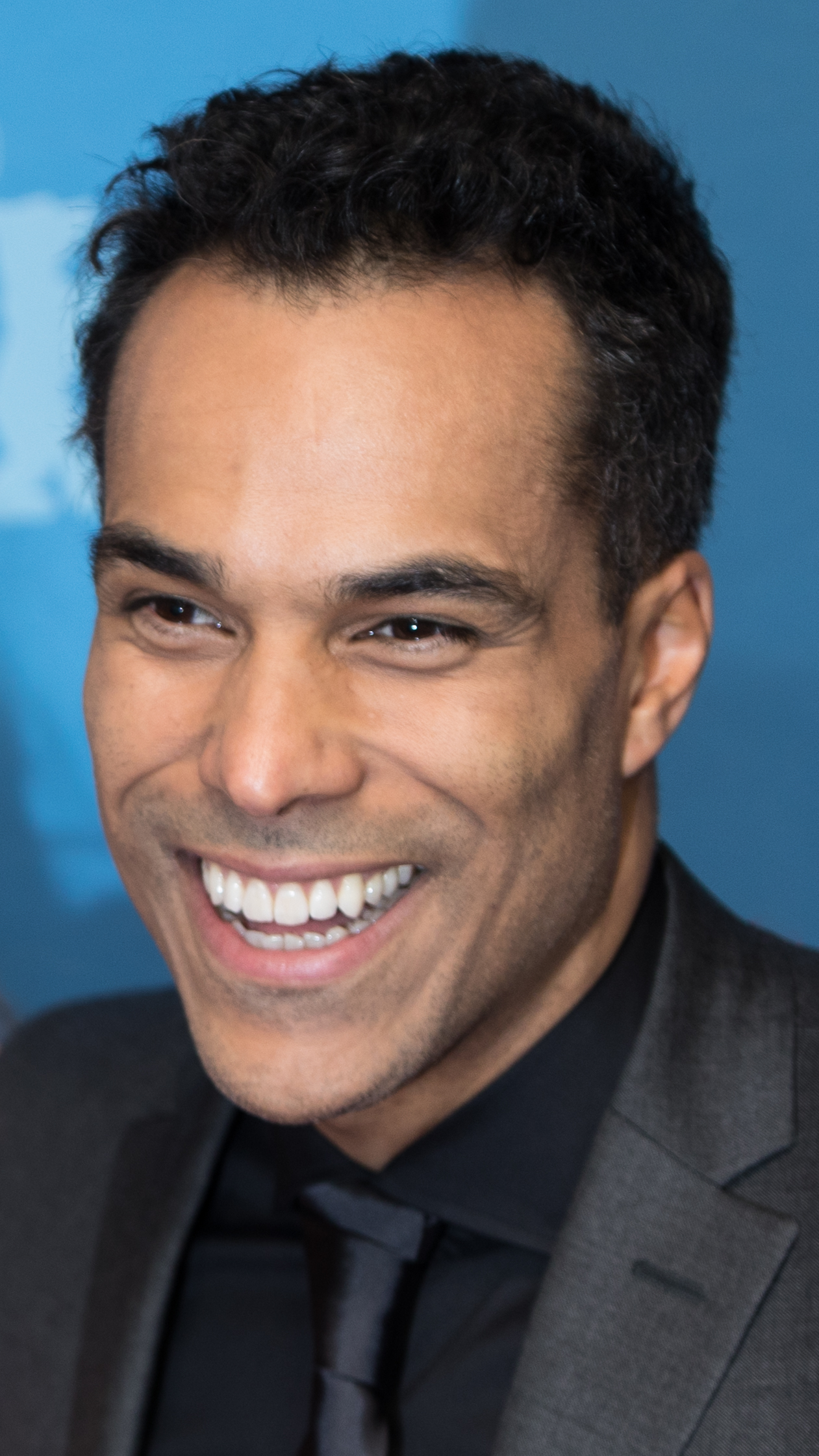
Patrick Dewayne (2018)

Patrick Dewayne (* 4. April 1976 in Hanau) ist ein deutscher Schauspieler, Musiker, Moderator, Wirtschaftsjournalist und Sachbuchautor.

## Biografie
Dewaynes Eltern waren eine Deutsche und der US-amerikanische Buchautor Larry Dewayne Black. Er wuchs bei Adoptiveltern auf. Nach seinem Abitur 1996 absolvierte er eine Berufsausbildung zum Bankkaufmann. Bis Ende 2000 war er Aktienhändler bei der ICF Bank. Danach arbeitete Dewayne im Aktieneigenhandel bei der Deutschen Bank AG. Er war an der Börse und dem Tradingfloor der Deutschen Bank in Frankfurt am Main tätig.
Im Jahr 2004 spielte Dewayne in der RTL-Vorabendserie Gute Zeiten, schlechte Zeiten in über 100 Folgen die Rolle des Kike Valdez. Passend zu seiner Filmfigur nahm er 2004 das Album Close up auf, das beim Plattenlabel Sony BMG veröffentlicht wurde. Die erste Single Alles was bleibt erreichte Platz 25 der deutschen Singlecharts. Auftritte in Fernsehsendungen wie Top of the Pops, Bravo TV oder Exclusiv – Das Starmagazin folgten.
Nachdem Dewayne seinen Vater in den USA und seine Mutter in Deutschland gefunden hatte, begann er, sich stärker mit seiner afroamerikanischen Herkunft zu befassen und trat der Gruppe SFD – Schwarze Filmschaffende in Deutschland bei.
2007 war Dewayne in dem Musical Martin Luther King – The King of Love Zweitbesetzung für eine der Hauptrollen. Er verkörperte den schwarzen Bürgerrechtler Malcolm X und einen Priester. 2008 nahm Dewayne Schauspielunterricht bei Ivana Chubbuck.
Im Juli 2009 stand er für die Fernsehserie Ein Fall für zwei vor der Kamera, sowie für den Kurzfilm Herr Schwiegersohn. Im Jahr 2010 entstanden zwei Folgen für den „Kinder-Tatort“ Krimi.de auf KiKA, in denen Dewayne in der Hauptrolle den Oberkommissar Anthony Nkruma verkörperte. Zudem war Dewayne als Model in der Werbung tätig.
Im Jahr 2009 absolvierte Patrick Dewayne eine Weiterbildung zum Moderator am Logo-Institut Frankfurt. Seitdem moderierte er eine Vielzahl von PR-Gesprächen, Podiumsdiskussionen und Fachveranstaltungen. Parallel moderierte er die TV-Formate Kinovision und update für den Privatsender QLAR. Er führt durch Galas und Events (Cinema for Peace, Engagement Global, Qatar Germany Business Forum u. v. m.).
In der Spielzeit 2012/2013 war Patrick Dewayne in Frankfurt in dem Theaterstück La Cage aux Folles (Ein Käfig voller Narren) in der Rolle des schwulen Butlers „Jacob“ besetzt.
2014 stand der Schauspieler für die Großproduktion Point Break, ein Remake des Films Gefährliche Brandung, vor der Kamera und gewann den Regiostar in der Kategorie „Bester Moderator“. Seit 2015 ist Dewayne auch als Moderator für den Privatsender Der Aktionär TV und den Nachrichtensender N24 von der Frankfurter Wertpapierbörse tätig. Dort befasst er sich unter anderem mit Themen für Sendungen wie Börse am Mittag und Börse am Abend.
In der Mystery-Sci-Fi-Serie ANOMALIE trat er 2018/2019 als Bösewicht Julius van Leeuwen in Erscheinung. Als Schauspieler war Dewayne 2018 im Tatort zu sehen sowie 2019 in der Familienserie Tierärztin Dr. Mertens, 2020 in der Kriminalserie SOKO München und dem Film Rogue Trader. Für die deutsch-luxemburgische, vielfach ausgezeichnete Fernsehserie Bad Banks (Staffel 1 und 2) war er als Schauspieler und Finanzfachberater tätig.
Dewayne ist Botschafter der Stiftung Lesen sowie Mathepate für die Stiftung Rechnen. Er engagiert sich für die Finanzbildung von Kindern, Jugendlichen und Erwachsenen.
Am 5. Juni 2020 erschien sein Buch „Geld kann jeder & du jetzt auch“ beim Edel Verlag. Am 3. Juni 2022 erscheint als Nachfolger "Geld geht auch grün & nachhaltig" ebenfalls bei Edel.
Er lebt mit seiner Frau und drei gemeinsamen Kindern in Bad Vilbel.
Seit Ende April 2024 präsentiert Dewayne regelmäßig die Live-Formate Opening Bell und Closing Bell auf dem YouTube-Kanal von Markus Koch.
Zusätzlich komplettiert er das Börsenteam der ntv-telebörse als Finanzexperte und berichtet von der Frankfurter Wertpapierbörse und ordnet das Börsen- und Finanzgeschehen von dort ein.

## Filmografie
- 2004: Gute Zeiten, schlechte Zeiten (Fernsehserie, 104 Folgen)
- 2005: Der Staatsanwalt (Fernsehserie, 1 Folge)
- 2006: SOKO Rhein-Main (Fernsehserie, 1 Folge)
- 2007: Slasher
- 2007: Der Tod meiner Schwester
- 2009: Geld.Macht.Liebe (Fernsehserie, 2 Folgen)
- 2010–2017: Ein Fall für zwei (Fernsehserie, 2 Folgen)
- 2011–2013: Krimi.de (Fernsehserie, 3 Folgen)
- 2014: Alles Verbrecher – Eiskalte Liebe
- 2015: Point Break
- 2017–2020: Bad Banks (Fernsehserie, 9 Folgen)
- 2017: Dieter Not Unhappy
- 2018: Weingut Wader (Fernsehserie, 1 Folge)
- 2018: Tatort: Vom Himmel hoch (Fernsehserie, 1 Folge)
- 2019: Deathcember
- 2019: Tierärztin Dr. Mertens (Fernsehserie, 2 Folgen)
- 2020: SOKO München (Fernsehserie, 1 Folge)
- 2021: Rogue Trader

## Veröffentlichungen
- Patrick Dewayne: Geld kann jeder & du jetzt auch. Edel, Hamburg 2020, ISBN 978-3-8419-0660-1.
- Patrick Dewayne: Geld geht auch grün & nachhaltig. Edel, Hamburg 2022, ISBN 978-3-8419-0799-8.